# Chattooga
La Chattooga (également orthographiée Chatooga, Chatuga et Chautaga) est le principal affluent de la Tugaloo.

## Description
La source de la Chattooga est située au nord-ouest de Cashiers, en Caroline du Nord et son cours s'étend sur 92 km (dont la majeure partie constitue la frontière entre la Caroline du Sud et la Géorgie) jusqu'à son confluent avec la rivière Tallulah au sein du lac de retenue Tugalo (en), contenu par le barrage de Tugalo. La Chattooga et la Tallulah se combinent pour constituer la rivière Tugaloo à la sortie du lac Tugalo. La Tugaloo, augmentée de la Seneca, devient le fleuve Savannah qui se jette dans l'océan Atlantique près de la ville de Savannah, en Géorgie.
Le cours de la Chattooga débute au sud du comté de Jackson, en Caroline du Nord, puis s'écoule entre le comté d'Oconee, en Caroline du Sud, et du comté de Rabun, en Géorgie. L'orthographe Chattooga a été approuvée par le Bureau des États-Unis pour le nommage géographique en 1897.

## La Chattooga au cinéma
La rivière a été utilisée comme cadre pour la rivière fictive Cahulawassee pour le film Délivrance de John Boorman.

## Impressions
Spring Break Trip 1993 de l’Université du Massachusetts à Amherst Outing Club

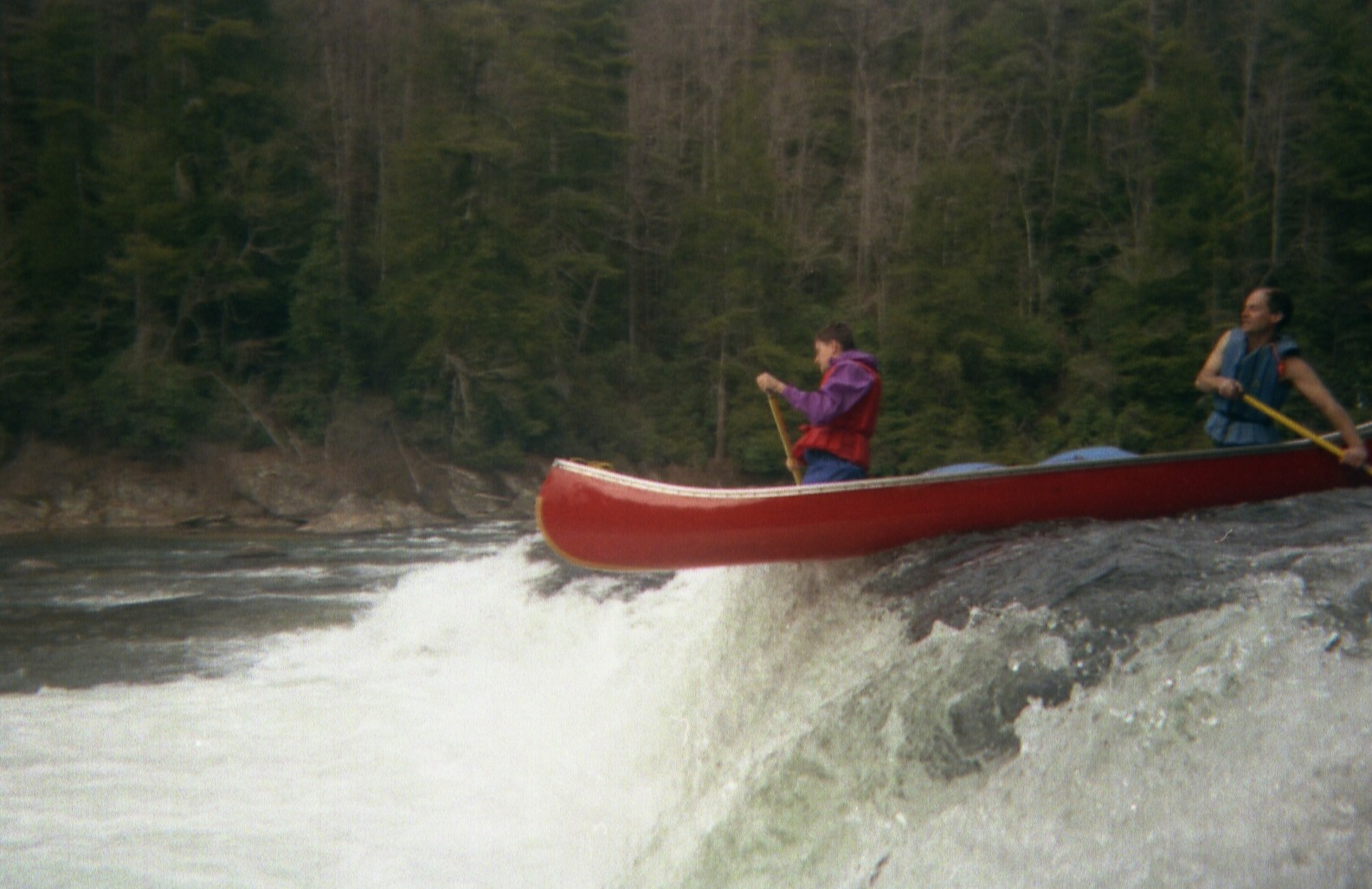
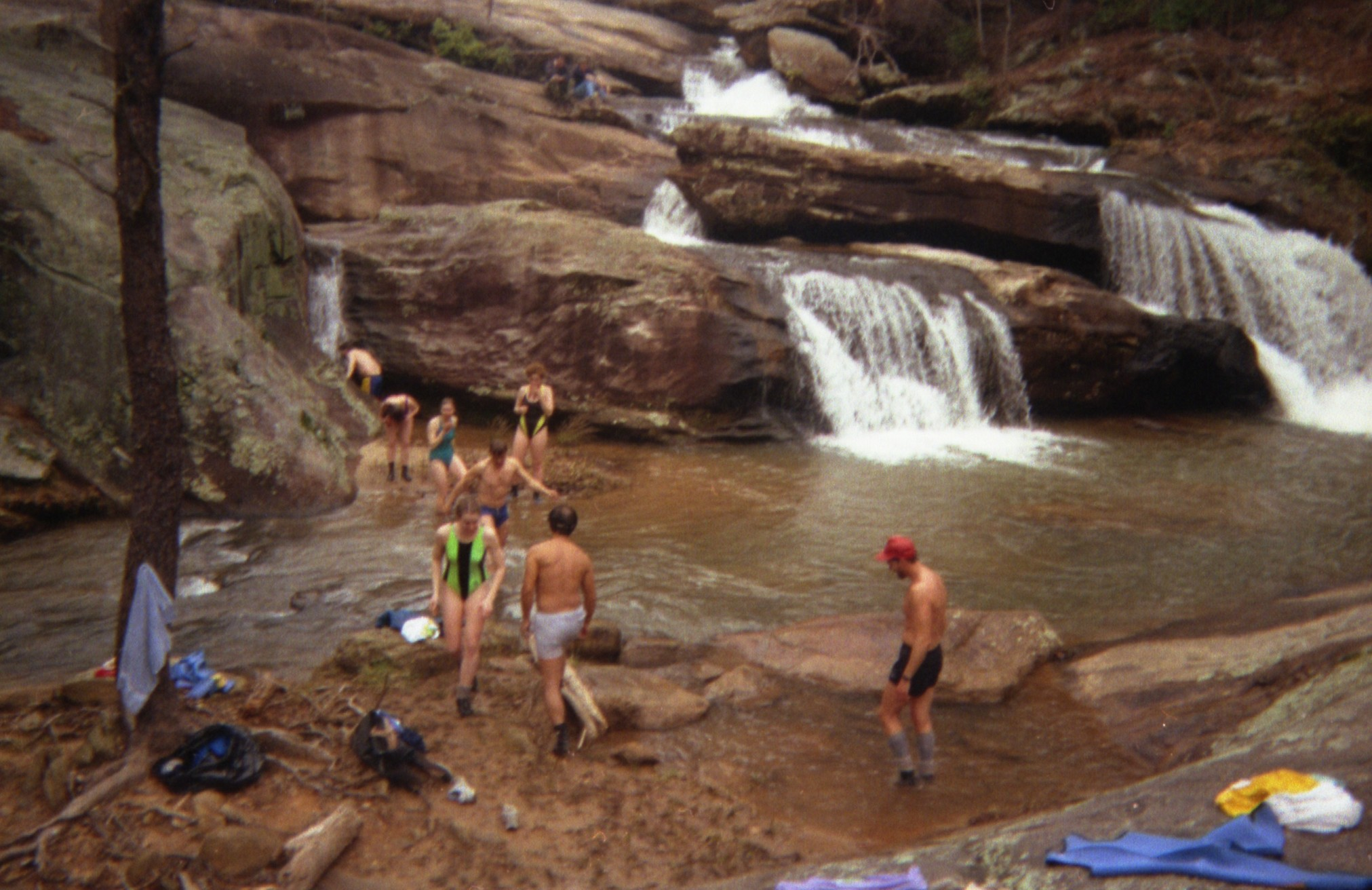
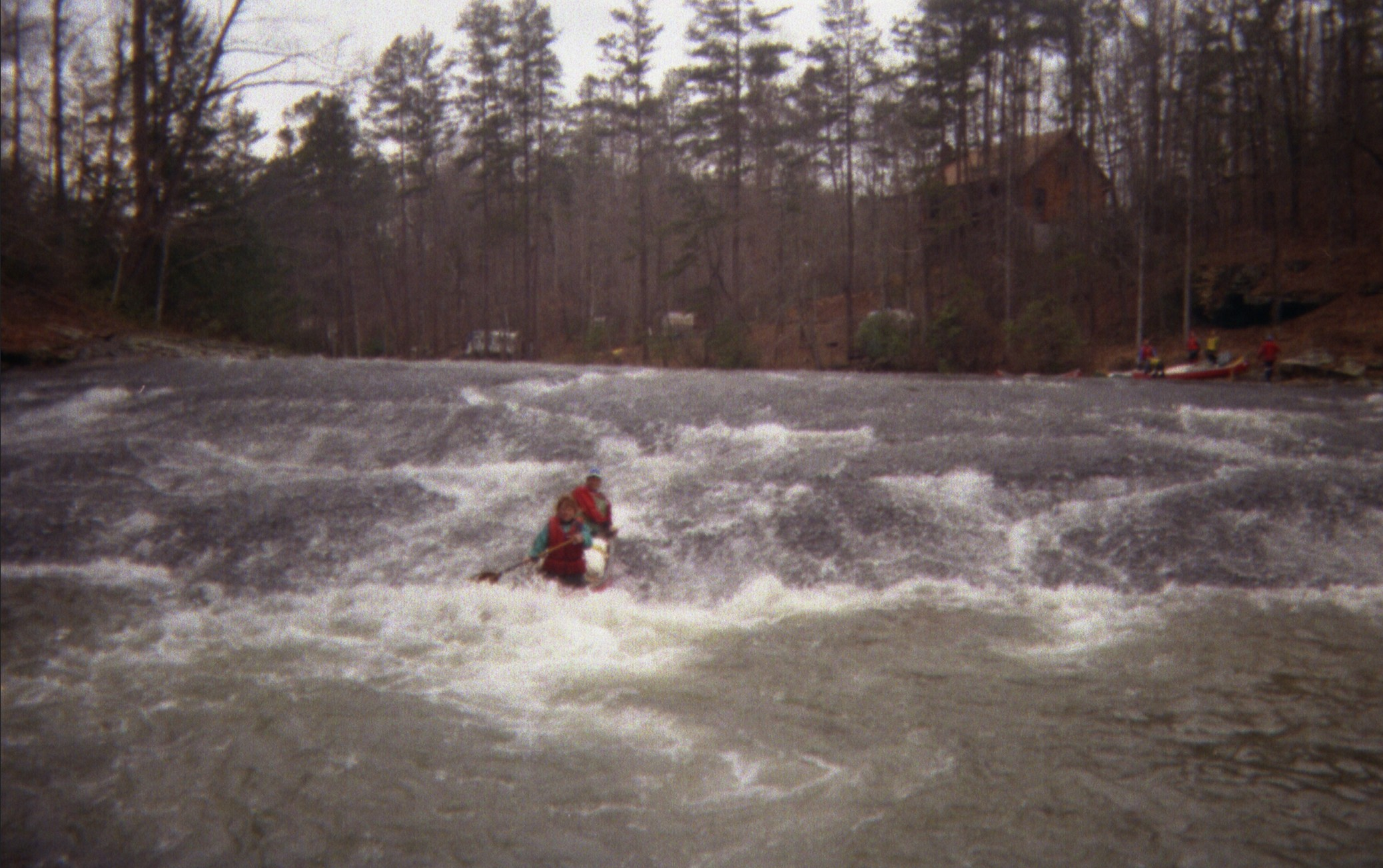